# Andreas Sander

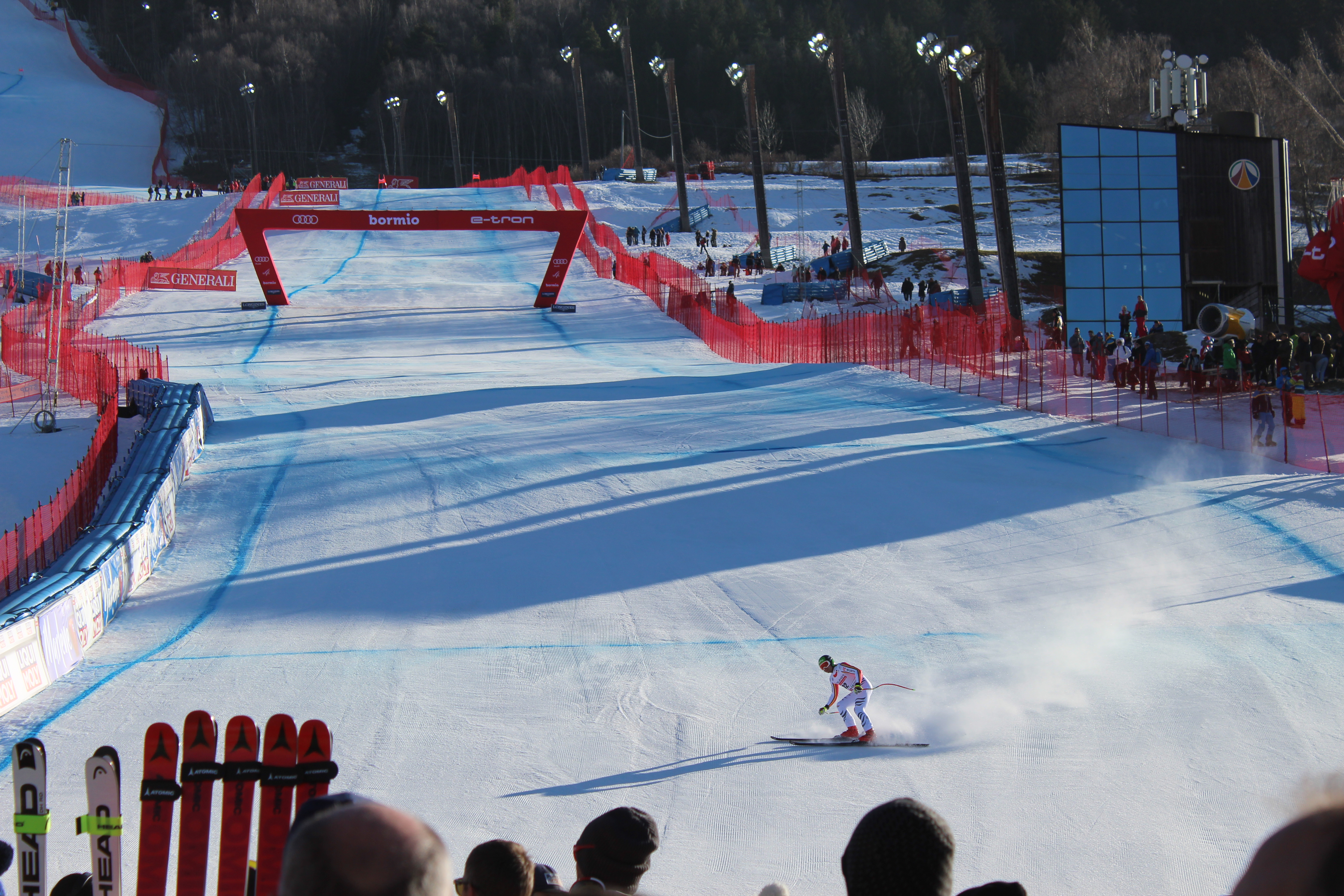
Andreas Sander (Bormio 2019)

Andreas Sander, född den 13 juni 1989 i Schwelm, Nordrhein-Westfalen, är en tysk alpin skidåkare som specialiserat sig på störtlopp och super-G.
Sander har ett guld från juniorvärldsmästerskapen 2008 i Formigal, tävlandes i super-G. Sin världscupdebut gjorde han den 13 mars 2008 i Bormio.